# المعترض، الحديدة

تعديل مصدري - تعديل

المعترض هي إحدى قرى مديرية الزهرة، التابعة لمحافظة الحديدة اليمنية، بلغ تعداد سكانها 8418 نسمة حسب الإحصاء الذي أجري عام 2004.